# Francesco Maria Brancaccio
Francesco Maria Brancaccio (Canneto, 15 de abril de 1592 - Roma, 9 de janeiro de 1675) foi um cardeal do século XVII

## Biografia
Nasceu em Canneto em 15 de abril de 1592. De uma antiga e nobre família napolitana. Filho do Barão Muzio II Brancaccio, vice-rei da Puglia, e Zenobia di Costanza. Seu sobrenome também está listado como Brancacci; e como Brancati. Tio do cardeal Stefano Brancaccio (1681); e de Emmanuele Brancaccio, bispo de Ariano. Outros cinco membros da família foram criados cardeais: Landolfo Brancaccio (1294); Niccolò Brancaccio , pseudocardeal de Clemente VII (1378); Rinaldo Brancaccio (1384); Ludovico Bonito (1408); Tommaso Brancaccio , pseudocardeal de João XXIII (1411).
Frequentou o Colégio Jesuíta, em Nápoles, onde obteve o doutorado in utroque iure , direito canônico e civil, em 5 de novembro de 1611; e um doutorado em teologia em 30 de setembro de 1620..
Ordenado em 21 de setembro de 1619, Nápoles. Prelado papal no pontificado do Papa Gregório XV. Referendário dos Tribunais da Assinatura Apostólica da Justiça e da Graça. Governador de Fabriano, 2 de fevereiro de 1623; de Todi, 1626; e de Terni, 1627..
Eleito bispo de Capaccio em 9 de agosto de 1627. Consagrado, quarta-feira, 8 de setembro de 1627, igreja de S. Andrea della Valle, pelo cardeal Cosmo de Torres, auxiliado por Giuseppe Acquaviva, arcebispo titular de Tebe, e por Francesco Nappi, bispo de Polignano. Na mesma cerimônia foram consagrados Annibale Mascambruno, bispo de Castellamare di Stabi; Luis Jiménez, bispo de Urgento; e Giacobino Marenco, bispo de Saluzzo..
Criado cardeal sacerdote no consistório de 28 de novembro de 1633; recebeu o chapéu vermelho e o título de Ss. XII Apostoli, 9 de janeiro de 1634. Renunciou ao governo da diocese de Capaccio antes de 12 de fevereiro de 1635. Transferido para a sede de Viterbo e Toscanella, em 13 de setembro de 1638. Participou do conclave de 1644, que elegeu o Papa Inocêncio X. Participou do conclave de 1655, que elegeu o Papa Alexandre VII. Optou pelo título de S. Lorenzo em Lucina, 2 de julho de 1663. Cardeal primo prete . Optou pela ordem dos bispos e pela sé suburbicária de Sabina, em 11 de outubro de 1666. Participou do conclave de 1667, que elegeu o Papa Clemente IX. Optou pela sede suburbicária de Frascati, em 30 de janeiro de 1668. Participou do conclave de 1669-1670, que elegeu o Papa Clemente X; A Espanha vetou sua eleição para o papado. Renunciou ao governo da diocese de Viterbo e Toscanella antes de 2 de junho de 1670. Optou pela sede suburbicária de Porto e Santa Rufina, em 18 de março de 1671. Vice-reitor do Sacro Colégio dos Cardeais. Prefeito da SC dos Bispos e Regulares de 1671 até sua morte. Prefeito da SC da Residência dos Bispos desde 1671 até à sua morte. Prefeito da SC de Ritos e Cerimônias de agosto de 1671 até sua morte. Seu acervo de livros contribuiu para a formação da Biblioteca Brancaccianade Nápoles. Publicou diversos trabalhos, entre eles um em que defendia o consumo do chocolate demonstrando que não interrompia o jejum..
Morreu em Roma em 9 de janeiro de 1675, perto das 11h. Enterrado na igreja de SS. Nome di Gesù , Roma..